# Gustav Tammann
Gustav Heinrich Johann Apollon Tammann (Jamburg, 9 giugno 1861 – Gottinga, 17 dicembre 1938) è stato un chimico tedesco, originario dei Paesi baltici. Diede importanti contributi nel campo della metallurgia, degli equilibri eterogenei, e delle soluzioni solide e vetrose.

## Biografia
Tammann nacque a Jamburg (ora Kingisepp, nell'Oblast' di Leningrado). Il padre Heinrich Tammann (1833-1864) era un medico di origine estone e la madre Matilde Schünmann era di origine tedesca. Alla morte del padre la famiglia si trasferì a Tartu, dove nel 1879 Tammann si iscrisse all'Università studiando inizialmente fisica e chimica. Nel 1890 conseguì il PhD con una tesi sulla isomeria dei metafosfati. Nel 1894 diventò professore ordinario di chimica. Nel 1903 fu nominato all'Università di Gottinga come direttore dell'Istituto di chimica inorganica di Gottinga, appena istituito; nel 1907 divenne anche direttore dell'Istituto di chimica fisica, subentrando nella carica a Walther Nernst che si spostò a Berlino. Tammann andò in pensione nel 1929, continuando la sua attività di ricerca come professore emerito. Morì a Gottinga all'età di 77 anni. L'astronomo Gustav Andreas Tammann è suo nipote.

## Opere
Tammann si è interessato particolarmente di fisica e chimica fisica di metalli e leghe, per cui è considerato il fondatore della moderna metallurgia e dell'analisi termica. Con i suoi studi sugli equilibri eterogenei ha contribuito inoltre allo sviluppo della chimica fisica. Tamman scrisse circa 450 articoli su riviste specializzate e una decina di monografie, tra le quali:
- (DE) G. Tamman, Kristallisieren und Schmelzen: ein Beitrag zur Lehre der Änderungen des Aggregatzustandes, Leipzig, Barth, 1903.
- (DE) G. Tamman, Über die Beziehungen zwischen den inneren Kräften und Eigenschaften der Lösung, Leipzig, L. Voss, 1907.
- (DE) G. Tamman, Lehrbuch der Metallographie: Chemie und Physik der Metalle und ihrer Legierungen, Leipzig, L. Voss, 1914.
- (DE) G. Tamman, Die chemischen und galvanischen Eigenschaften von Mischkristallreihen und ihre Atomverteilung, Leipzig, L. Voss, 1919.
- (DE) G. Tamman, Aggregatzustände: Die Zustandsänderungen der Materie in Abhängigkeit von Druck und Temperatur, Leipzig, L. Voss, 1923.
- (DE) G. Tamman, Lehrbuch der heterogenen Gleichgewichte, Braunschweig, Vieweg & Solm, 1924.
- (DE) G. Tamman, Lehrbuch der Metallkunde: Chemie und Physik der Metalle und ihrer Legierungen, Leipzig, L. Voss, 1932.
- (DE) G. Tamman, Der Glaszustand, Leipzig, L. Voss, 1933.

## Riconoscimenti
Tammann fu uno scienziato rinomato in tutto il mondo. Tra i numerosi riconoscimenti ricevuti figurano:
- 1919 Membro dell'Accademia Prussiana delle Scienze
- 1925 Medaglia Liebig
- 1936 Adlerschild des Deutschen Reiches
- 1936 Membro dell'Accademia Cesarea Leopoldina